# Maurice Carité
Maurice Carité, né le 2 avril 1906 à Bolleville (Seine-Inférieure) et mort le 6 janvier 1979 à Livry-Gargan (Seine-Saint-Denis), était un journaliste français proche de Marc Sangnier et Georges Bidault, ancien résistant, qui fut président du Syndicat des journalistes français de 1963 à 1968.

## Biographie
Né le 2 avril 1906 à Bolleville (Seine-Maritime), Maurice Carité était fils d'agriculteurs. À l'âge de 22 ans, il a commencé par enseigner dans des établissements privés, pendant six ans. Il devient un proche de Marc Sangnier, promoteur de plusieurs revues au service du mouvement de l'éducation populaire et pionnier du mouvement des Auberges de Jeunesse. Maurice Carité se dévoue alors pour les titres de la mouvance, écrivant pour Jeune République et assurant le secrétariat de rédaction de L’Éveil des jeunes (1931-1932) et de L’Appel de la Route (1932-1934). Entré en 1932 à la maison d’édition Bloud et Gay, pilier du catholicisme social, il devient deux ans plus tard secrétaire de rédaction à l'hebdomadaire La Vie catholique, fondé en 1924 par Francisque Gay et sa fille Élisabeth. Après quatre ans, il part travailler pour L'Aube, quotidien national du mouvement démocrate chrétien français (1938-1940), également fondé par Francisque Gay, en 1932, avec le syndicaliste Gaston Tessier.
Au sein de sa rédaction, il rencontre Georges Bidault, futur compagnon de résistance et fondateur du MRP, parti dont il sera toujours proche, mais sans y militer. Engagé dans le Front populaire de 1936, aux côtés d'Henri Guillemin et de Marc Sangnier, il reste journaliste.
Au cours des sept années qui suivent la Libération, il est premier secrétaire de rédaction, chef du service littéraire et des informations religieuses du quotidien L'Aube. Ces années le voient aussi prendre la double casquette de président de l’Association française des journalistes catholiques et de vice-président de la Fédération internationale des journalistes catholiques. Il rédige même un rapport sur la condition du journaliste catholique, en 1954. Passionné de littérature, il anime Le Bouquiniste français, revue mensuelle publiée sous le patronage du Syndicat de la Librairie Ancienne et Moderne, dirigée par Marc Pénau et domiciliée au 15 rue Guénégaud, à Paris.
Adhérent du Syndicat des journalistes français depuis 1940, il en assure la présidence de 1963 à 1968, avec l'aide d'André Tisserand, secrétaire général de 1950 à 1975, avant de s'effacer devant l'arrivée de Paul Parisot, journaliste à France-Soir.
Son épouse Suzanne et lui ont eu 9 enfants, 8 garçons et 1 fille : Jean-François, Bernard, Marie-Claire, Michel, Jacques, Yves, Jean-Pierre, Dominique et Jean-Marc.
Son fils Jean-Marc Carité est devenu éditeur.